# Cotmeana (gemeente)
Cotmeana is een landelijke gemeente (comune) in het district Argeș in het zuiden van Roemenië. De gemeente telt ongeveer 2200 inwoners. In het dorp ligt het oudste klooster van Roemenië (14e eeuw), het Cotmeanaklooster.
Het dorp ligt aan een goedgeasfalteerde weg, die Cotmeana met de DN7 verbindt. Cotmeana ligt tussen Vâlcea (32 km) en Pitești (30 km).

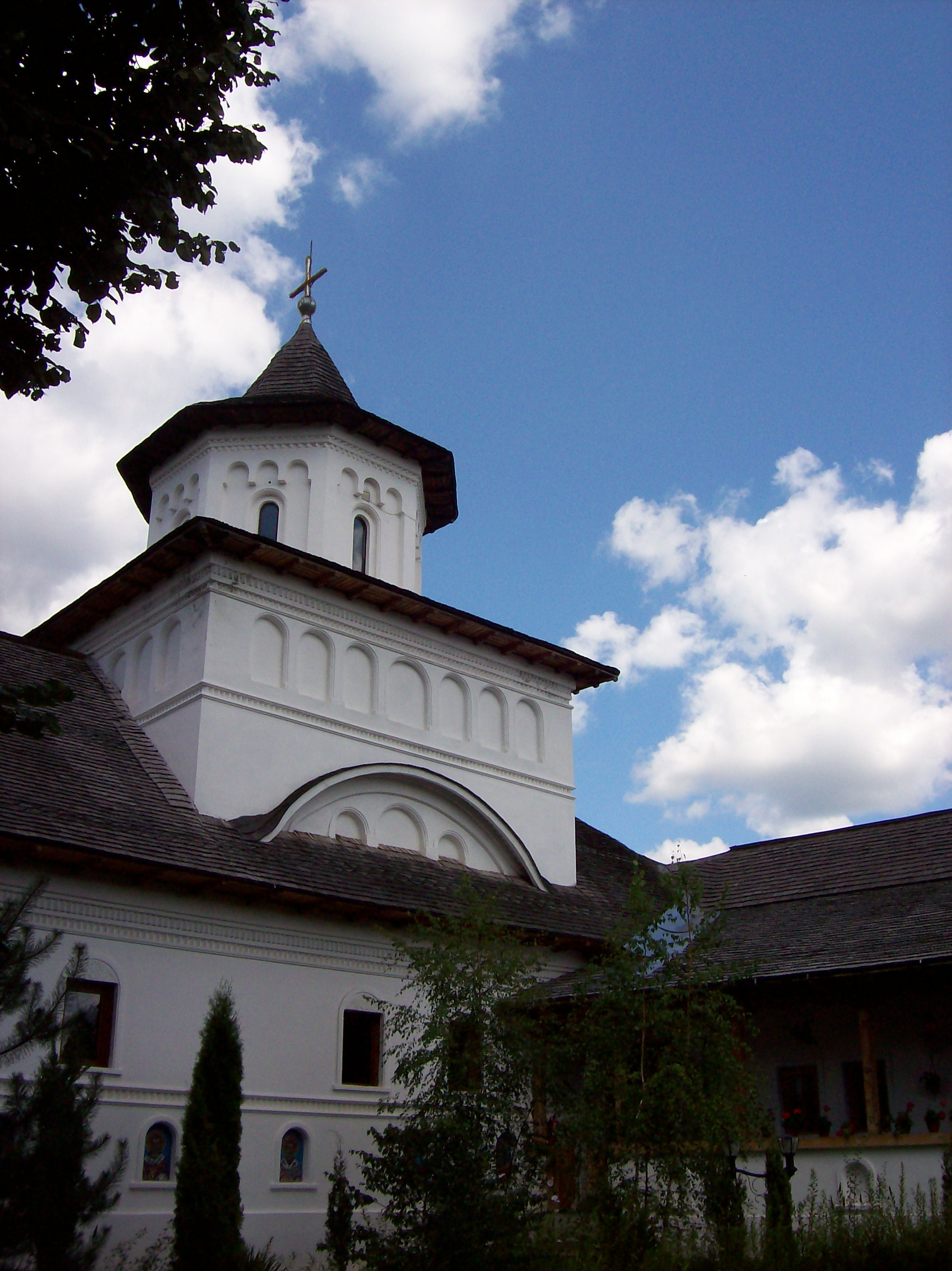
Kerk van Cotmeana (op het complex van het klooster)